# UEFA Nations League 2024/25 Divisie D
De UEFA Nations League 2024/25 Divisie D is de vierde en laagste divisie van UEFA Nations League. Het toernooi, dat de vriendschappelijke duels vervangt, begint in september 2024 en eindigt in maart 2026 met de play-offs om promotie en degradatie. De winnaars van de twee groepen promoveren naar divisie C. Aan dit toernooi doen de zes laagst gerangschikte landen mee die op basis van de eindstand van het seizoen 2022/23 zijn ingedeeld. Estland en Letland promoveerden in het vorige seizoen naar divisie C, hiervoor kwam Gibraltar in de plaats.

## Beslissingscriteria
Als twee of meer landen in de groep gelijk eindigden, met evenveel punten, dan gelden de volgende criteria om te bepalen welk land boven de ander eindigt:
1. Hoogste aantal punten verkregen bij de onderlinge wedstrijden tussen de teams;
2. Doelsaldo verkregen bij de onderlinge wedstrijden tussen de gelijk eindigende teams (als er meer dan twee teams gelijk staan);
3. Hoogste aantal gescoorde doelpunten verkregen bij de onderlinge wedstrijden tussen de teams (als er meer dan twee teams gelijk staan);
4. Hoogste aantal gescoorde uitdoelpunten verkregen bij de onderlinge wedstrijden tussen de teams
5. Als er na criteria 1 tot en met 4 nog steeds landen gelijk staan dan gelden de volgende criteria:
6. Doelsaldo in alle groepswedstrijden;
7. Aantal doelpunten gescoord in alle groepswedstrijden;
8. Aantal uitdoelpunten gescoord in alle groepswedstrijden;
9. Aantal overwinningen in alle groepswedstrijden;
10. Aantal uitoverwinningen in alle groepswedstrijden;
11. Fair-Playklassement van het toernooi (1 punt voor een enkele gele kaart, 3 punten voor een rode kaart ten gevolge van 2 gele kaarten, 3 punten voor een directe rode kaart, 4 punten voor een gele kaart gevolgd door een directe rode kaart);
12. Positie op de UEFA-coëfficiëntenranglijst;

## Deelnemende landen
De loting vond op 8 februari 2024 om 18.00 (UTC+1) plaats in Parijs, Frankrijk.
| Land      | Pos |
| --------- | --- |
| Gibraltar | 49  |
| Moldavië  | 50  |

| Land          | Pos |
| ------------- | --- |
| Malta         | 51  |
| Andorra       | 52  |
| San Marino    | 53  |
| Liechtenstein | 54  |

| Legenda |                                       |
|         | Gepromoveerd naar een hogere divisie. |

## Groepen en wedstrijden

### Groep 1
| Pos | Team           | Wed | W | G | V | Ptn | DV | DT | +/− | Promotie                             |  |       |       |       |
| --- | -------------- | --- | - | - | - | --- | -- | -- | --- | ------------------------------------ |  | ----- | ----- | ----- |
| 1   | San Marino (P) | 4   | 2 | 1 | 1 | 7   | 5  | 3  | +2  | Promotie naar divisie C              |  |       | 1 – 1 | 1 – 0 |
| 2   | Gibraltar      | 4   | 1 | 3 | 0 | 6   | 4  | 3  | +1  | Kwalificatie voor promotie play-offs |  | 1 – 0 |       | 2 – 2 |
| 3   | Liechtenstein  | 4   | 0 | 2 | 2 | 2   | 3  | 6  | −3  |                                      |  | 1 – 3 | 0 – 0 |       |

Wedstrijden
|                                                   |             |         |               |                                                                                         |
| 5 september 2024 «onderlinge duels» 20.45 (UTC+2) | San Marino  | 1 – 0   | Liechtenstein | Stadion: Stadio Olimpico, Serravalle Toeschouwers: 914 Scheidsrechter: Andris Treimanis |
| 5 september 2024 «onderlinge duels» 20.45 (UTC+2) | Sensoli 53' | Verslag |               | Stadion: Stadio Olimpico, Serravalle Toeschouwers: 914 Scheidsrechter: Andris Treimanis |
| 5 september 2024 «onderlinge duels» 20.45 (UTC+2) |             |         |               | Stadion: Stadio Olimpico, Serravalle Toeschouwers: 914 Scheidsrechter: Andris Treimanis |
| 5 september 2024 «onderlinge duels» 20.45 (UTC+2) |             |         |               | Stadion: Stadio Olimpico, Serravalle Toeschouwers: 914 Scheidsrechter: Andris Treimanis |
|                                                   |             |         |               |                                                                                         |

|                                                   |                         |         |                             |                                                                                        |
| 8 september 2024 «onderlinge duels» 18.00 (UTC+2) | Gibraltar               | 2 – 2   | Liechtenstein               | Stadion: Europa Sports Park, Gibraltar Toeschouwers: 681 Scheidsrechter: Kristo Tohver |
| 8 september 2024 «onderlinge duels» 18.00 (UTC+2) | Walker 8' Scanlon 90+7' | Verslag | 53' Saglam 90+14' N. Hasler | Stadion: Europa Sports Park, Gibraltar Toeschouwers: 681 Scheidsrechter: Kristo Tohver |
| 8 september 2024 «onderlinge duels» 18.00 (UTC+2) |                         |         |                             | Stadion: Europa Sports Park, Gibraltar Toeschouwers: 681 Scheidsrechter: Kristo Tohver |
| 8 september 2024 «onderlinge duels» 18.00 (UTC+2) |                         |         |                             | Stadion: Europa Sports Park, Gibraltar Toeschouwers: 681 Scheidsrechter: Kristo Tohver |
|                                                   |                         |         |                             |                                                                                        |

|                                                  |            |         |            |                                                                                       |
| 10 oktober 2024 «onderlinge duels» 20.45 (UTC+2) | Gibraltar  | 1 – 0   | San Marino | Stadion: Europa Sports Park, Gibraltar Toeschouwers: 677 Scheidsrechter: Felix Zwayer |
| 10 oktober 2024 «onderlinge duels» 20.45 (UTC+2) | Britto 62' | Verslag |            | Stadion: Europa Sports Park, Gibraltar Toeschouwers: 677 Scheidsrechter: Felix Zwayer |
| 10 oktober 2024 «onderlinge duels» 20.45 (UTC+2) |            |         |            | Stadion: Europa Sports Park, Gibraltar Toeschouwers: 677 Scheidsrechter: Felix Zwayer |
| 10 oktober 2024 «onderlinge duels» 20.45 (UTC+2) |            |         |            | Stadion: Europa Sports Park, Gibraltar Toeschouwers: 677 Scheidsrechter: Felix Zwayer |
|                                                  |            |         |            |                                                                                       |

|                                                  |               |         |                   |                                                                                     |
| 13 oktober 2024 «onderlinge duels» 18.00 (UTC+2) | Liechtenstein | 0 – 0   | Gibraltar         | Stadion: Rheinparkstadion, Vaduz Toeschouwers: 1.510 Scheidsrechter: Horațiu Feșnic |
| 13 oktober 2024 «onderlinge duels» 18.00 (UTC+2) |               | Verslag | 90+1', 90+3' Bent | Stadion: Rheinparkstadion, Vaduz Toeschouwers: 1.510 Scheidsrechter: Horațiu Feșnic |
| 13 oktober 2024 «onderlinge duels» 18.00 (UTC+2) |               |         |                   | Stadion: Rheinparkstadion, Vaduz Toeschouwers: 1.510 Scheidsrechter: Horațiu Feșnic |
| 13 oktober 2024 «onderlinge duels» 18.00 (UTC+2) |               |         |                   | Stadion: Rheinparkstadion, Vaduz Toeschouwers: 1.510 Scheidsrechter: Horațiu Feșnic |
|                                                  |               |         |                   |                                                                                     |

|                                                   |                    |         |                   |                                                                                     |
| 15 november 2024 «onderlinge duels» 20.45 (UTC+1) | San Marino         | 1 – 1   | Gibraltar         | Stadion: Stadio Olimpico, Serravalle Toeschouwers: 1.324 Scheidsrechter: Igor Pajač |
| 15 november 2024 «onderlinge duels» 20.45 (UTC+1) | Nanni 90+2' (pen.) | Verslag | 11' (pen.) Walker | Stadion: Stadio Olimpico, Serravalle Toeschouwers: 1.324 Scheidsrechter: Igor Pajač |
| 15 november 2024 «onderlinge duels» 20.45 (UTC+1) |                    |         |                   | Stadion: Stadio Olimpico, Serravalle Toeschouwers: 1.324 Scheidsrechter: Igor Pajač |
| 15 november 2024 «onderlinge duels» 20.45 (UTC+1) |                    |         |                   | Stadion: Stadio Olimpico, Serravalle Toeschouwers: 1.324 Scheidsrechter: Igor Pajač |
|                                                   |                    |         |                   |                                                                                     |

|                                                   |               |         |                                               |                                                                                      |
| 18 november 2024 «onderlinge duels» 20.45 (UTC+1) | Liechtenstein | 1 – 3   | San Marino                                    | Stadion: Rheinparkstadion, Vaduz Toeschouwers: 1.157 Scheidsrechter: Jérémie Pignard |
| 18 november 2024 «onderlinge duels» 20.45 (UTC+1) | Sele 40'      | Verslag | 46' Lazzari 66' (pen.) Nanni 76' A. Golinucci | Stadion: Rheinparkstadion, Vaduz Toeschouwers: 1.157 Scheidsrechter: Jérémie Pignard |
| 18 november 2024 «onderlinge duels» 20.45 (UTC+1) |               |         |                                               | Stadion: Rheinparkstadion, Vaduz Toeschouwers: 1.157 Scheidsrechter: Jérémie Pignard |
| 18 november 2024 «onderlinge duels» 20.45 (UTC+1) |               |         |                                               | Stadion: Rheinparkstadion, Vaduz Toeschouwers: 1.157 Scheidsrechter: Jérémie Pignard |
|                                                   |               |         |                                               |                                                                                      |

### Groep 2
| Pos | Team         | Wed | W | G | V | Ptn | DV | DT | +/− | Promotie                             |  |       |       |       |
| --- | ------------ | --- | - | - | - | --- | -- | -- | --- | ------------------------------------ |  | ----- | ----- | ----- |
| 1   | Moldavië (P) | 4   | 3 | 0 | 1 | 9   | 5  | 1  | +4  | Promotie naar divisie C              |  |       | 2 – 0 | 2 – 0 |
| 2   | Malta        | 4   | 2 | 1 | 1 | 7   | 2  | 2  | 0   | Kwalificatie voor promotie play-offs |  | 1 – 0 |       | 0 – 0 |
| 3   | Andorra      | 4   | 0 | 1 | 3 | 1   | 0  | 4  | −4  |                                      |  | 0 – 1 | 0 – 1 |       |

Wedstrijden
|                                                   |                                      |         |       |                                                                                     |
| 7 september 2024 «onderlinge duels» 19.00 (UTC+3) | Moldavië                             | 2 – 0   | Malta | Stadion: Zimbrustadion, Chisinau Toeschouwers: 6.142 Scheidsrechter: Mykola Balakin |
| 7 september 2024 «onderlinge duels» 19.00 (UTC+3) | Caimacov 32' Nicolaescu 45+4' (pen.) | Verslag |       | Stadion: Zimbrustadion, Chisinau Toeschouwers: 6.142 Scheidsrechter: Mykola Balakin |
| 7 september 2024 «onderlinge duels» 19.00 (UTC+3) |                                      |         |       | Stadion: Zimbrustadion, Chisinau Toeschouwers: 6.142 Scheidsrechter: Mykola Balakin |
| 7 september 2024 «onderlinge duels» 19.00 (UTC+3) |                                      |         |       | Stadion: Zimbrustadion, Chisinau Toeschouwers: 6.142 Scheidsrechter: Mykola Balakin |
|                                                   |                                      |         |       |                                                                                     |

|                                                    |         |         |               |                                                                                                |
| 10 september 2024 «onderlinge duels» 20.45 (UTC+2) | Andorra | 0 – 1   | Malta         | Stadion: Estadi Nacional, Andorra la Vella Toeschouwers: 812 Scheidsrechter: Mohammed Al-Hakim |
| 10 september 2024 «onderlinge duels» 20.45 (UTC+2) |         | Verslag | 45' Camenzuli | Stadion: Estadi Nacional, Andorra la Vella Toeschouwers: 812 Scheidsrechter: Mohammed Al-Hakim |
| 10 september 2024 «onderlinge duels» 20.45 (UTC+2) |         |         |               | Stadion: Estadi Nacional, Andorra la Vella Toeschouwers: 812 Scheidsrechter: Mohammed Al-Hakim |
| 10 september 2024 «onderlinge duels» 20.45 (UTC+2) |         |         |               | Stadion: Estadi Nacional, Andorra la Vella Toeschouwers: 812 Scheidsrechter: Mohammed Al-Hakim |
|                                                    |         |         |               |                                                                                                |

|                                                  |                           |         |         |                                                                                      |
| 10 oktober 2024 «onderlinge duels» 19.00 (UTC+3) | Moldavië                  | 2 – 0   | Andorra | Stadion: Zimbrustadion, Chisinau Toeschouwers: 6.442 Scheidsrechter: Miloš Milanović |
| 10 oktober 2024 «onderlinge duels» 19.00 (UTC+3) | Ioniță 31' Cojocaru 90+5' | Verslag |         | Stadion: Zimbrustadion, Chisinau Toeschouwers: 6.442 Scheidsrechter: Miloš Milanović |
| 10 oktober 2024 «onderlinge duels» 19.00 (UTC+3) |                           |         |         | Stadion: Zimbrustadion, Chisinau Toeschouwers: 6.442 Scheidsrechter: Miloš Milanović |
| 10 oktober 2024 «onderlinge duels» 19.00 (UTC+3) |                           |         |         | Stadion: Zimbrustadion, Chisinau Toeschouwers: 6.442 Scheidsrechter: Miloš Milanović |
|                                                  |                           |         |         |                                                                                      |

|                                                  |                  |         |          |                                                                                    |
| 13 oktober 2024 «onderlinge duels» 18.00 (UTC+2) | Malta            | 1 – 0   | Moldavië | Stadion: Ta' Qalistadion, Ta' Qali Toeschouwers: 5.754 Scheidsrechter: John Brooks |
| 13 oktober 2024 «onderlinge duels» 18.00 (UTC+2) | Teuma 87' (pen.) | Verslag |          | Stadion: Ta' Qalistadion, Ta' Qali Toeschouwers: 5.754 Scheidsrechter: John Brooks |
| 13 oktober 2024 «onderlinge duels» 18.00 (UTC+2) |                  |         |          | Stadion: Ta' Qalistadion, Ta' Qali Toeschouwers: 5.754 Scheidsrechter: John Brooks |
| 13 oktober 2024 «onderlinge duels» 18.00 (UTC+2) |                  |         |          | Stadion: Ta' Qalistadion, Ta' Qali Toeschouwers: 5.754 Scheidsrechter: John Brooks |
|                                                  |                  |         |          |                                                                                    |

|                                                   |         |         |                  |                                                                                             |
| 16 november 2024 «onderlinge duels» 18.00 (UTC+1) | Andorra | 0 – 1   | Moldavië         | Stadion: Estadi Nacional, Andorra la Vella Toeschouwers: 984 Scheidsrechter: Boelat Sarijev |
| 16 november 2024 «onderlinge duels» 18.00 (UTC+1) |         | Verslag | 90+2' Postolachi | Stadion: Estadi Nacional, Andorra la Vella Toeschouwers: 984 Scheidsrechter: Boelat Sarijev |
| 16 november 2024 «onderlinge duels» 18.00 (UTC+1) |         |         |                  | Stadion: Estadi Nacional, Andorra la Vella Toeschouwers: 984 Scheidsrechter: Boelat Sarijev |
| 16 november 2024 «onderlinge duels» 18.00 (UTC+1) |         |         |                  | Stadion: Estadi Nacional, Andorra la Vella Toeschouwers: 984 Scheidsrechter: Boelat Sarijev |
|                                                   |         |         |                  |                                                                                             |

|                                                   |           |         |         |                                                                                     |
| 19 november 2024 «onderlinge duels» 20.45 (UTC+1) | Malta     | 0 – 0   | Andorra | Stadion: Ta' Qalistadion, Ta' Qali Toeschouwers: 3.142 Scheidsrechter: Luka Bilbija |
| 19 november 2024 «onderlinge duels» 20.45 (UTC+1) | Mentz 17' | Verslag |         | Stadion: Ta' Qalistadion, Ta' Qali Toeschouwers: 3.142 Scheidsrechter: Luka Bilbija |
| 19 november 2024 «onderlinge duels» 20.45 (UTC+1) |           |         |         | Stadion: Ta' Qalistadion, Ta' Qali Toeschouwers: 3.142 Scheidsrechter: Luka Bilbija |
| 19 november 2024 «onderlinge duels» 20.45 (UTC+1) |           |         |         | Stadion: Ta' Qalistadion, Ta' Qali Toeschouwers: 3.142 Scheidsrechter: Luka Bilbija |
|                                                   |           |         |         |                                                                                     |

## Eindstand
De eindstand werd bepaald op basis van de regels die de UEFA opstelde. Deze tabel begon bij nummer 49, omdat nummers 1 tot en met 48 genummerd zijn bij divisie A, B en C.
| Pos | Grp | Team          | Wed | W | G | V | Ptn | DV | DT | +/− |
| --- | --- | ------------- | --- | - | - | - | --- | -- | -- | --- |
| 49  | 2   | Moldavië      | 4   | 3 | 0 | 1 | 9   | 5  | 1  | +4  |
| 50  | 1   | San Marino    | 4   | 2 | 1 | 1 | 7   | 5  | 3  | +2  |
|     |     |               |     |   |   |   |     |    |    |     |
| 51  | 2   | Malta         | 4   | 2 | 1 | 1 | 7   | 2  | 2  | 0   |
| 52  | 1   | Gibraltar     | 4   | 1 | 3 | 0 | 6   | 4  | 3  | +1  |
|     |     |               |     |   |   |   |     |    |    |     |
| 53  | 1   | Liechtenstein | 4   | 0 | 2 | 2 | 2   | 3  | 6  | −3  |
| 54  | 2   | Andorra       | 4   | 0 | 1 | 3 | 1   | 0  | 4  | −4  |

## Doelpuntenmakers
2 doelpunten
- Liam Walker
- Nicola Nanni

1 doelpunt
- Ethan Britto
- James Scanlon
- Ferhat Saglam
- Aron Sele
- Nicolas Hasler
- Ryan Camenzuli
- Teddy Teuma
- Mihail Caimacov
- Maxim Cojocaru
- Artur Ioniță
- Ion Nicolaescu
- Virgiliu Postolachi
- Alessandro Golinucci
- Lorenzo Lazzari
- Nicko Sensoli